# Lima (region)
Region Lima (španělsky Región Lima) je region ve středním Peru. Hlavním městem tohoto regionu je Huacho.

## Geografie
Region leží na pacifickém pobřeží okolo hlavního města Peru Limy, které však samo není částí tohoto regionu, a na hranicích centrálních peruánských And.
Krajina je hornatá s vrcholy přes 4 000 metrů vysokými. Nejvyšší horou je Morococha vysoká 5 182 metrů.
U pobřeží se nachází mnoho ostrovů. Největší z nich jsou San Lorenzo, Frontón, Pachacamac, Corcovado a Asia.

## Historie
Region byl ustanoven v roce 2002. Předtím se na tomto území nacházel Departemento Lima, jehož hlavním městem byla Lima. Departemento Lima byl rozdělen na tři regiony - Lima Metropolitana, Callao a Lima Provincias. Předběžně bylo tomuto novému regionu vybráno Huacho jako hlavní město.

## Provincie

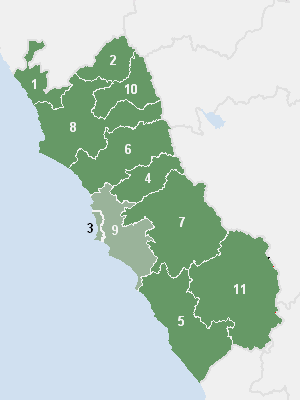
Provincie regionu Lima

Region se člení na devět provincií:
1. Barranca (Barranca)
2. Catajambo (Cajatambo)
3. Canta (Canta)
4. Cañete (San Vicente de Cañete)
5. Huaral (Huaral)
6. Huarochirí (Matucana)
7. Huaura (Huacho)
8. Oyón (Oyón)
9. Yauyos (Yauyos)